# Люцерна мінлива
Люцерна мінлива (Medicago polymorpha) — вид квіткових рослин родини бобові (Fabaceae). Латинський епітет polymorpha означає «багато форм».

## Опис
Це сильно розгалужена однорічна трав'яниста рослина. Має слабкі стебла, 10–90 см завдовжки, трійчасте листя, з оберненояйцевидими фрагментами. Жовті квіти непоказні, довжиною 3–6 мм, по 3–8 квітів у кластерах. Плоди близько 6–7 мм в поперечнику, дискоїдно- циліндричні. Вони спочатку зелені й відносно м'які, але швидко буріють і твердішають. Всередині контейнера кілька насінин, жовто-бурих, ниркоподібних, 3–3.8 мм.

## Поширення
Країни поширення: Північна Африка: Алжир; Єгипет; Лівія; Марокко; Туніс. Азія: Оман; Катар; Об'єднані Арабські Емірати; Ємен; Афганістан; Кіпр; Іран; Ірак; Ізраїль; Йорданія; Ліван; Сирія; Туреччина; Казахстан; Киргизстан; Таджикистан; Туркменістан; Узбекистан. Кавказ: Азербайджан; Грузія; Росія — Передкавказзя, Дагестан. Європа: Велика Британія; Австрія; Німеччина; Україна [вкл. Крим]; Албанія; Болгарія; Колишня Югославія; Греція [вкл. Крит]; Італія [вкл. Сардинія, Сицилія]; Румунія; Франція [вкл. Корсика]; Португалія [вкл. Мадейра]; Гібралтар; Іспанія [вкл. Балеарські острови, Канарські]. Натуралізований в багатьох інших країнах.
Населяє луки на 0—1900 м. Вид дуже пристосований до спеки і посухи, але мало — до низької температури і морозу. Воліє вапняні ґрунти. Є кормом для худоби, але плоди колючі, тому на ній не випасають овець.

## Галерея

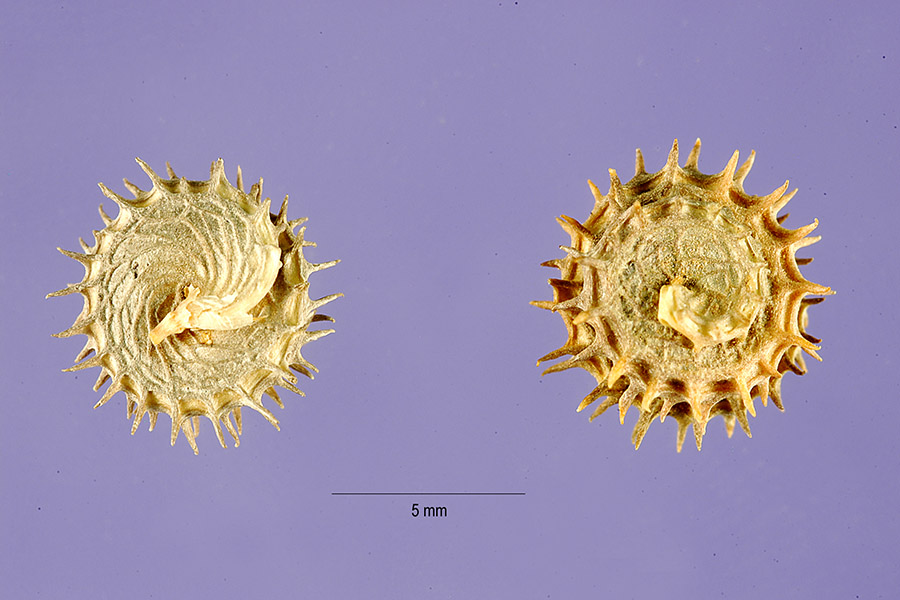
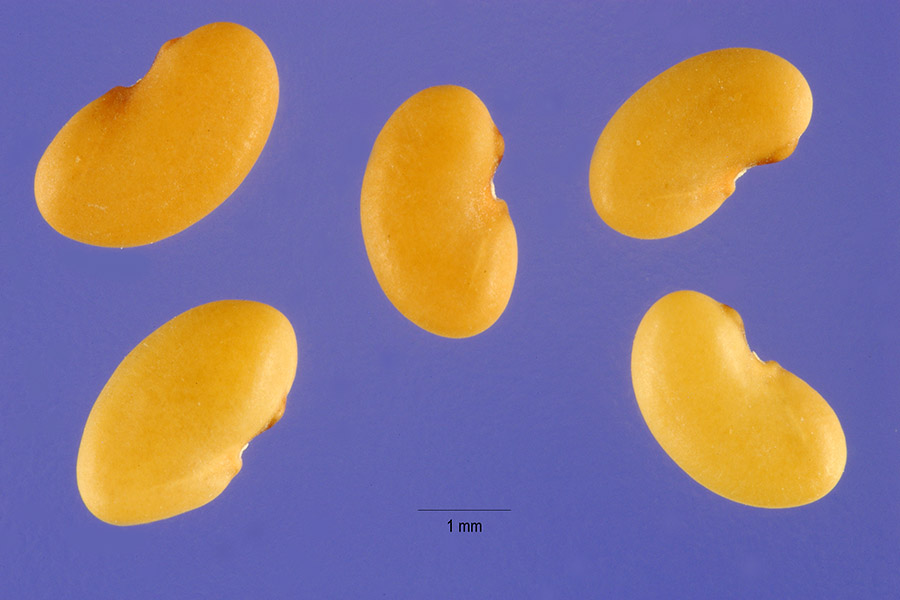
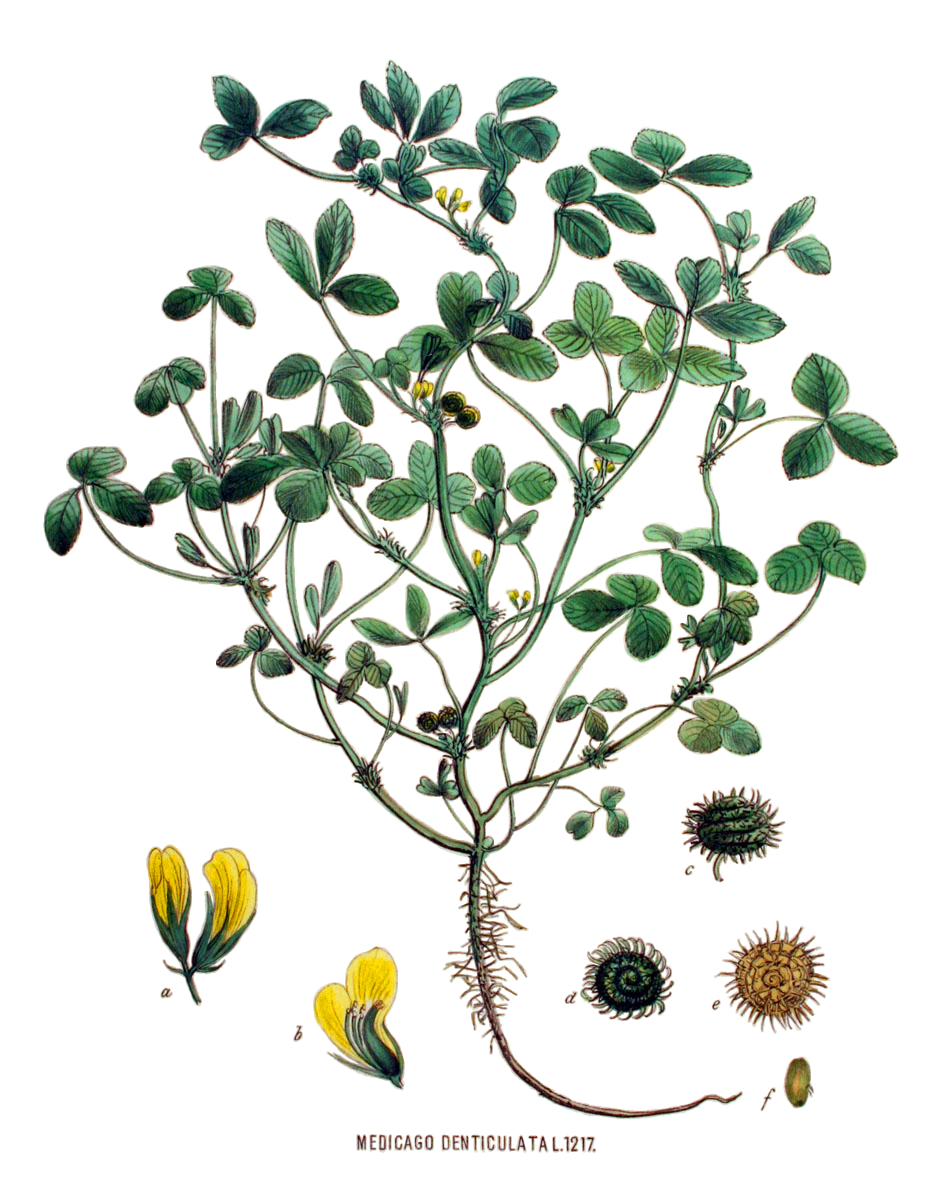